# Banna-ji
Le Banna-ji (鑁阿寺, bannaji) est un temple bouddhiste (寺, ji) de la ville d'Ashikaga, préfecture de Tochigi. Son nom complet est kongousan niouin hokkebou Bannaji (金剛山 仁王院 法華坊 鑁阿寺).
Il appartient à l'école bouddhiste Shingon. On y vénère Vairocana.

## Histoire
Sa construction débute en 1196 sous l'égide d'Ashikaga Yoshikane.